# Victoria (Laguna)
Pour les articles homonymes, voir Victoria.
Victoria est une localité de la province de Laguna, aux Philippines. En 2015, elle compte 39 321 habitants.